# .ru
.ru es un dominio de nivel superior geográfico (ccTLD) de Rusia. Fue creado el 7 de abril de 1994.
El dominio .ru se emplea solamente para nombres de dominios con caracteres latinos. Para los nombres que estén en alfabeto cirílico se emplea el dominio .рф (en ruso, Российская Федерация, «Federación de Rusia»).